# Euphrasia lamii
Euphrasia lamii är en snyltrotsväxtart som beskrevs av Friedrich Ludwig Diels. Euphrasia lamii ingår i släktet ögontröster, och familjen snyltrotsväxter. Inga underarter finns listade i Catalogue of Life.